# آنگی پالاسیوس
آنگی پالاسیون (اسپانیایی: Angie Palacios‎؛ زادهٔ ۱۲ سپتامبر ۲۰۰۰) وزنه‌بردار زن اهل اکوادور است.
وی در مسابقات کشوری و بین‌المللی در مجموع برندهٔ ۴ مدال طلا، ۱ مدال نقره، ۴ مدال برنز شده است.